# 山崎亨
山崎 亨（やまざき とおる、1968年7月27日 - ）は、神奈川県出身のアスレティックトレーナー。横浜商科大学高等学校、拓殖大学卒。

## 来歴
2001年より日本サッカー協会の元でアスレティックトレーナーを務める。主にユース代表を担当し、2008年の北京オリンピックに臨むU-23サッカー日本代表にもトレーナーとして帯同した。同代表選手の中では内田篤人から師と仰がれている。
2013年、FC東京から同クラブにおける初のポストとなるコンディショニング・ダイレクター（CD）として招聘され就任。JリーグクラブにおいてもCDの設置は初の試みとなる。山崎によれば、トレーナーやフィジカルコーチを置いて対応する従来の体制では、選手個々人についての怪我の予防やコンディション管理の担当が曖昧になっているという。
2016年、セレッソ大阪のフィジカルコーチに就任。
2020年、横浜F・マリノスユースのフィジカルコーチに就任。
2021年、ジェフユナイテッド市原・千葉トップチームのフィジカルコーチに就任。
2022年、ヴィッセル神戸のフィジカルコーチに就任。
2023年、FC町田ゼルビアのフィジカルコーチに就任。
2025年、ジェフユナイテッド市原・千葉のフィジカルコーチに復帰。

## 学歴
- 横浜市立保土ヶ谷小学校
- 横浜市立岩崎中学校
- 横浜商科大学高等学校
- 拓殖大学

## 指導歴
- 1997年 - 2002年 静岡県高校選抜チームアスレティックトレーナー[2]
- 2001年 - 2011年 サッカー日本代表 アスレティックトレーナー[2]
- 2002年 - 2007年 浦和レッドダイヤモンズユース アスレティックトレーナー[2]
- 2007年  横浜リゾートアンドスポーツ専門学校 非常勤講師[2]
- 2011年 FC STEAM スペシャルアドバイザー/トップチーム監督
- 2013年 - 2015年 FC東京 コンディショニングダイレクター
- 2016年 - 2019年 セレッソ大阪 フィジカルコーチ
- 2020年 横浜F・マリノスユース フィジカルコーチ
- 2021年 ジェフユナイテッド市原・千葉 フィジカルコーチ
- 2022年 ヴィッセル神戸 フィジカルコーチ
- 2023年 - 2024年 FC町田ゼルビア フィジカルコーチ
- 2025年 - ジェフユナイテッド市原・千葉 フィジカルコーチ

## 資格
- 1998年 日本体育協会 公認アスレティックトレーナー[2]
- 2006年 日本サッカー協会 B級コーチライセンス[2]
- 2013年 日本ライフセービング協会 心肺蘇生法 CPR/AED[2]